# Jyoti Amge

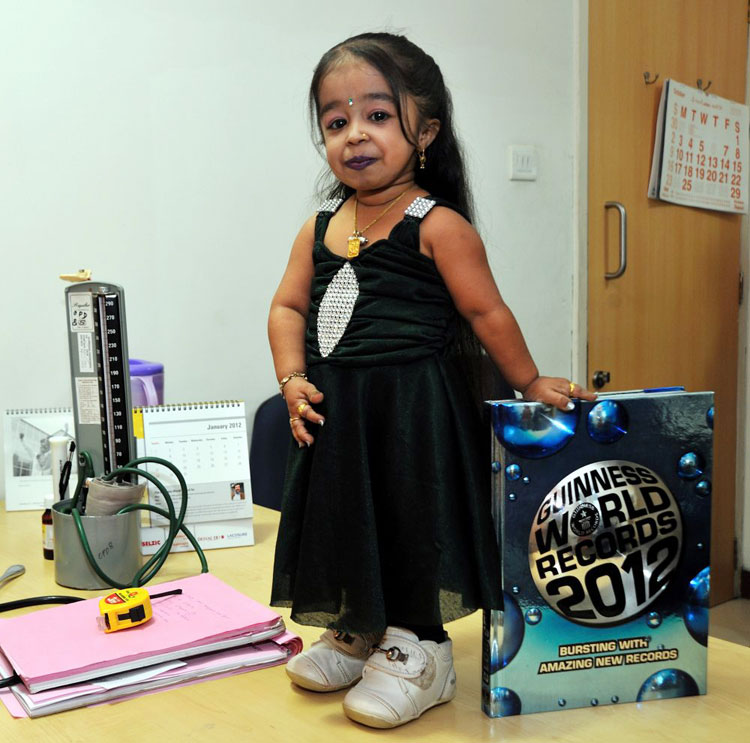
Jyoti Amge, 2011

Jyoti Amge (Marathi ज्योती आमगे; * 16. Dezember 1993 in Nagpur, Maharashtra) ist eine indische Schauspielerin. Mit einer Körpergröße von 62,8 cm gilt sie als die kleinste Frau der Welt.

## Leben
Amge hat Achondroplasie, einen Gendefekt, der das Wachstum stark hemmt. Offiziell wurde sie vom Guinness-Buch der Rekorde an ihrem 18. Geburtstag zur kleinsten Frau erklärt, davor galt sie als kleinster Teenager der Welt. Vor ihr war die zu diesem Zeitpunkt 22 Jahre alte Amerikanerin Bridgette Jordan seit September 2011 mit 69 Zentimetern als kleinste Frau der Welt eingetragen.
2014 spielte sie die Rolle der Mahadevi Patel („Ma Petite“) in der vierten Staffel der US-amerikanischen Fernsehserie American Horror Story als Teil einer „Freak Show“ und trat im gleichen Jahr in Entertainment Tonight auf. Darüber hinaus gibt es einige Dokumentationen und Fernsehsendungen, in denen sie auftrat.
Amge wohnt in Nagpur.